# Ellert Sörman
Ellert John Viktor Sörman, född 29 december 1883 i Örebro, död 24 februari 1965 i Köping, var en svensk tecknare, målare, grafiker. fotograf och fotohandlare. 
Han var son till lokomotivföraren Carl August Sörman och Jenny Lidell och gift första gången 1925 med Elna Cedergren och andra gången från 1934 med Cecilia Elisabeth Granath. Sörman bedrev först konststudier via korrespondenskurser och under 1940-talet för 
Arne Isacsson. Han var fram till 1939 verksam som fotograf och fotohandlare innan han övergick till sin konstnärliga verksamhet. Som konstnär ägnade han sig främst åt att återge kulturhistoriska miljöer, gamla gårdar och stadsskildringar från Köping utförda i olja, krita, etsning, torrnål eller teckningar i en detaljtrogen och realistisk stil. Många av hans teckningar publicerades under åren i den lokala dagspressen och 1958 gav han ut en reproduktionssvit med 20 teckningar med motiv från det gamla Köping. Separat ställde han ut i Köping ett tiotal gånger Sörman är representerad med oljemålningen Garvare Råbergs gård och ett antal teckningar vid Köpings museum samt Köpings rådhus.     